# 標準的高さ
数論において、ネロン・テイトの高さ（英: Néron–Tate height）（もしくは、標準的高さ（英: canonical height）ともいう）とは、大域体上に定義されたアーベル多様体の有理点のモーデル・ヴェイユ群上の二次形式である。この名前は、アンドレ・ネロン(André Néron)とジョン・テイトにちなむ。

## 定義と性質
ネロンはネロン・テイトの高さを、局所的高さの和として定義した。大域的なネロン・テイトの高さは二次であるにもかかわらず、和がネロン・テイトの高さとなる局所的な高さは、全く二次的ではない。テイトは（出版されていないが）高さを大域的に定義した。彼の定義した方法は、アーベル多様体 {\displaystyle A} 上の対称的な可逆層 {\displaystyle L} に付随する対数的高さ {\displaystyle h_{L}} は「ほぼ二次」であり、このことを使って極限
{\displaystyle {\hat {h}}_{L}(P)=\lim _{N\rightarrow \infty }{\frac {h_{L}(NP)}{N^{2}}}}
が存在し、有理点のモーデル・ヴェィユ群の上の二次形式を定義し、
{\displaystyle {\hat {h}}_{L}(P)=h_{L}(P)+O(1)}
を満たすことを示した。ここで定数 {\displaystyle O(1)} は {\displaystyle P} とは独立である。{\displaystyle L} が反対称的であれば、{\displaystyle [-1]^{*}L=L} であるので、類似する極限
{\displaystyle {\hat {h}}_{L}(P)=\lim _{N\rightarrow \infty }{\frac {h_{L}(NP)}{N}}}
が収束して {\displaystyle {\hat {h}}_{L}(P)=h_{L}(P)+O(1)} を満たすが、この場合 {\displaystyle {\hat {h}}_{L}} はモーデル・ヴェイユ群上の線型函数である。一般の可逆層に対して、対称な層と反対称な層の積として {\displaystyle L^{\otimes 2}=(L\otimes [-1]^{*}L)\otimes (L\otimes [-1]^{*}L^{-1})} と書くとすると、
{\displaystyle {\hat {h}}_{L}(P)={\frac {1}{2}}{\hat {h}}_{L\otimes [-1]^{*}L}(P)+{\frac {1}{2}}{\hat {h}}_{L\otimes [-1]^{*}L^{-1}}(P)}
は唯一の二次函数となり、
{\displaystyle {\hat {h}}_{L}(P)=h_{L}(P)+O(1)} と {\displaystyle {\hat {h}}_{L}(0)=0}
を満たす。
ネロン・テイトの高さは、付随する双線型形式が {\displaystyle A} のネロン・セヴィリ群に属する {\displaystyle L} の像のみに依存するにもかかわらず、アーベル多様体上の可逆層（あるいはネロン・セヴィリ群の元）の選び方に依存する。アーベル多様体 {\displaystyle A} が数体 K 上に定義されており、可逆層が対称性をもち、かつ豊富であれば、モーデル・ヴェイユ群 {\displaystyle A(K)} の捩れ元の上でのみ 0 となるという意味で、ネロン・テイトの高さは正定値である。より一般に、{\displaystyle {\hat {h}}_{L}} は、実ベクトル空間 {\displaystyle A(K)\otimes \mathbb {R} } 上の正定値二次形式を導く。
楕円曲線上では、ネロン・セヴィリ群はランクが 1 で、かつ唯一の豊富な生成元を有するため、この生成元はネロン・テイトの高さを定義することに使われることがある。この場合には、ネロン・テイトの高さは {\displaystyle {\hat {h}}} と記し、特別な直線束を伴わない。（しかし、バーチ・スウィナートン-ダイヤー予想の中に自然に現れる高さは、この高さの2倍である。）高次元のアーベル多様体上では、ネロン・テイトの高さを定義する最小の豊富な直線束を特別に選ぶ必要はない。バーチ・スウィナートン-ダイヤー予想の記述に使う高さは、{\displaystyle A} と {\displaystyle A} の双対の積である {\displaystyle A\times {\hat {A}}} 上のポアンカレ直線束(Poincaré line bundle)のネロン・テイトの高さである。

## 楕円的レギュレータとアーベル的レギュレータ
楕円曲線 {\displaystyle E} 上の標準的な高さの双線型形式は、
{\displaystyle \langle P,Q\rangle ={\frac {1}{2}}{\bigl (}{\hat {h}}(P+Q)-{\hat {h}}(P)-{\hat {h}}(Q){\bigr )}}
である。
E/K の楕円レギュレータ(elliptic regulator)は、
{\displaystyle \operatorname {Reg} (E/K)=\det {\bigl (}\langle P_{i},P_{j}\rangle {\bigr )}_{1\leq i,j\leq r}}
であり、ここに {\displaystyle P_{1},\cdots ,P_{r}} は、捩れ(torsion)をmoduloとしたモーデル・ヴェイユ群 {\displaystyle E(K)} の基底である（グラム行列式(en:Gram determinant)を参照）。楕円レギュレータは基底の選択に依存しない。
より一般に、 {\displaystyle A/K} をアーベル多様体、{\displaystyle B\simeq Pic_{0}(A)} を {\displaystyle A} の双対アーベル多様体として、{\displaystyle P} を {\displaystyle A\times B} のポアンカレ直線束とすると、{\displaystyle A/K} のアーベル的レギュレータ(abelian regulator)は、捩れをmoduloとしたモーデル・ヴェィユ群 {\displaystyle A/K} の基底 {\displaystyle Q_{1},\cdots ,Q_{r}} と捩れをmoduloとしたモーデル・ヴェィユ群 {\displaystyle B/K} の基底 {\displaystyle \eta _{1},\cdots ,\eta _{r}} の選び方に依存し、また設定
{\displaystyle \operatorname {Reg} (A/K)=\det {\bigl (}\langle P_{i},\eta _{j}\rangle _{P}{\bigr )}_{1\leq i,j\leq r}}
に依存する。
（楕円的レギュレータ、アーベル的レギュレータの定義は完全には整合しない。理由は、{\displaystyle A} を楕円曲線とすると、アーベル的レギュレータは、楕円的レギュレータの 2r 倍となるからである。）
楕円的レギュレータとアーベル的レギュレータは、バーチ・スウィナートン-ダイヤー予想に現れる。

## ネロン・テイトの高さの下限
ネロン・テイトの高さの下限には 2つの基本的な予想がある。一つは、体 K が固定されていて楕円曲線 {\displaystyle E/K} と 点 {\displaystyle P\in E(K)} が変化する場合で、もう一つは、楕円レーマー予想(elliptic Lehmer conjecture)で、曲線 {\displaystyle E/K} が固定して点 {\displaystyle P} の定義体が変化する場合である。
- (ラング)すべての {\displaystyle E/K} と捻れのないすべての {\displaystyle P\in E(K)}に対して[4]、{\displaystyle {\hat {h}}(P)\geq c(K)\log(\operatorname {Norm} _{K/\mathbb {Q} }\operatorname {Disc} (E/K))\quad .}
- (レーマー)すべての {\displaystyle P\in E({\bar {K}})} に対し[5]、{\displaystyle {\hat {h}}(P)\geq {\frac {c(E/K)}{[K(P):K]}}\quad .}

両方の予想で、定数は正であり、与えられた値にのみ依存する。ABC予想はラングの予想を含んでいることが知られている。レーマー予想の最良の結果は、ダヴィッド・マッサー(David Masser)によるより弱い見積もりである
{\displaystyle {\hat {h}}(P)\geq c(E/K)/[K(P):K]^{3+\epsilon }\quad .}
楕円曲線が虚数乗法を持っている場合は、ローラン(Laurent)によりこれが
{\displaystyle {\hat {h}}(P)\geq c(E/K)/[K(P):K]^{1+\epsilon }}
へ改善される。

## 一般化
偏極した代数的力学系(数論力学)は、（滑らかな射影的）代数多様体 V と、自己写像 φ : V → V と、ある整数 d  > 1 が存在し {\displaystyle \phi ^{*}L=L^{\otimes d}} という性質をもつ V 上の直線束 Lからなる三組 (V,φ,L) のことを言う。これに付随する高さは、テイトの極限
{\displaystyle {\hat {h}}_{V,\phi ,L}(P)=\lim _{n\to \infty }{\frac {h_{V,L}(\phi ^{(n)}(P))}{d^{n}}}}
で与えられる。ここで {\displaystyle \phi ^{(n)}=\phi \circ \phi \circ \cdots \circ \phi } は {\displaystyle \phi } の n-回の繰り返しである。たとえば、次数 d > 1 の任意の写像 {\displaystyle \phi :\mathbb {P} ^{N}\rightarrow \mathbb {P} ^{N}} は、直線束の関係式である φ*O(1) = O(d) に付随した標準的高さである。V が数体上で定義され、L が豊富であれば、標準的高さは非負であり、
{\displaystyle {\hat {h}}_{V,\phi ,L}(P)=0~~\Longleftrightarrow ~~}　　{\displaystyle \phi } について {\displaystyle P~} が準周期的
となる。
（P が準周期的(preperiodic)であるとは、P のフォワード軌跡 P, φ(P), φ2(P), φ3(P),… が有限個の異なる点しかも持たない場合を言う。）